# Мулові черепахи
Мулові черепахи (Kinosternidae) — родина черепах підряду Схованошиї черепахи. Має 2 підродини, 4 роди та 25 видів.

## Опис
Загальна довжина представників цієї підродини коливається від 10 до 40 см. Голова досить велика. Особливістю цих черепах є рухливий пластрон, який складається з двох половинок, з'єднаних сухожиллями, що дозволяє їм закривати отвори у панцирі в разі небезпеки. На відміну від інших родин наділені ентопластроном. Відмінною рисою цих черепах є реброподібні вирости шийної пластинки карапакса, що заходять під сусідні крайові щитки. Карапакс у них округлий, зі слабо вираженим кілем. На лапах помітні розвинені перетинки.
Забарвлення карапаксу оливкового, коричневого, бурого, сірого кольорів, черевний щиток значно світліший за спинний.

## Спосіб життя
Полюбляють прісну, особливо замулену воду. Звідси походить їх назва. Практично ніколи не вилазять на берег. Ховаються серед корчів або коріння рослин. Харчуються ракоподібними, водними комахами, молюсками, кільчастими хробаками, земноводними, дрібними рибами, іноді падлом.
Самиці відкладають небагато яєць — від 4 до 10, відкладаючи їх серед рослин, що розкладаються, й гниючої деревини.

## Розповсюдження
Мешкають у Північній, та Південній Америці.

## Підродини та роди
- Підродина Kinosterninae
  - Рід Kinosternon
  - Рід Sternotherus
- Підродина Staurotypinae
  - Рід Claudius
  - Рід Staurotypus